# Pablo Castrillo
Pablo Castrillo Zapater (Jaca, 2 gennaio 2001) è un ciclista su strada spagnolo che corre per il Movistar Team; professionista dal 2023, ha vinto due tappe alla Vuelta a España 2024.

## Biografia
È il fratello minore del ciclista Jaime Castrillo.

## Carriera
Nel 2022 vince il titolo nazionale Under-23 a cronometro e negli ultimi mesi dell'anno gareggia come stagista con il ProTeam Equipo Kern Pharma. Debutta da professionista a inizio 2023 con la medesima formazione navarra, e nell'ottobre dello stesso anno ottiene il primo importante piazzamento, classificandosi terzo nel Tour de Langkawi a tappe. Il 29 agosto 2024 conquista la prima vittoria tra i professionisti, vincendo la dodicesima tappa della Vuelta a España al termine di una lunga fuga; il 1º settembre ottiene la seconda vittoria, nella quindicesima tappa con arrivo sul Cuitu Negru, la cima Fernández della corsa. A fine anno lascia la Kern Pharma per correre, a partire dal 2025, con il WorldTeam Movistar.

## Palmarès
- 2022 (Lizarte, due vittorie)

Memorial Valenciaga
Campionati spagnoli, Prova a cronometro Under-23
- 2024 (Equipo Kern Pharma, due vittorie)

12ª tappa Vuelta a España (Ourense > Manzaneda)
15ª tappa Vuelta a España (Infiesto > Valgrande-Pajares)

### Altri successi
- 2022 (Lizarte)

Memorial Zunzarren
Subida a Gorla
Lazkaoko Proba
Oñati Proba

## Piazzamenti

### Grandi Giri
- Tour de France

2025: 110º
- Vuelta a España

2024: 64º

### Competizioni mondiali
- Campionati del mondo

Zurigo 2024 - In linea Elite: 62º